# Klaus Nonnemacher

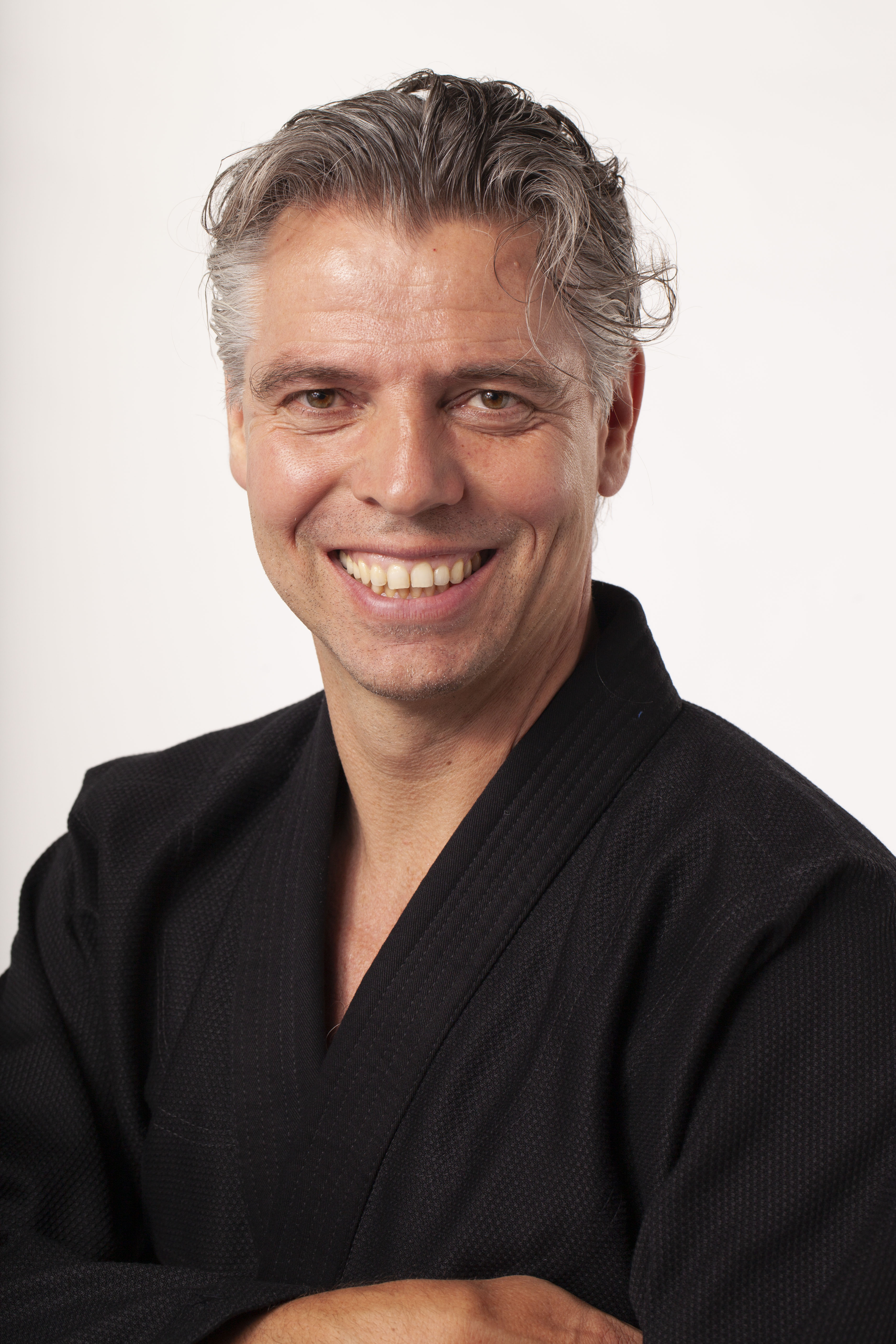
Klaus Nonnemacher (2019)

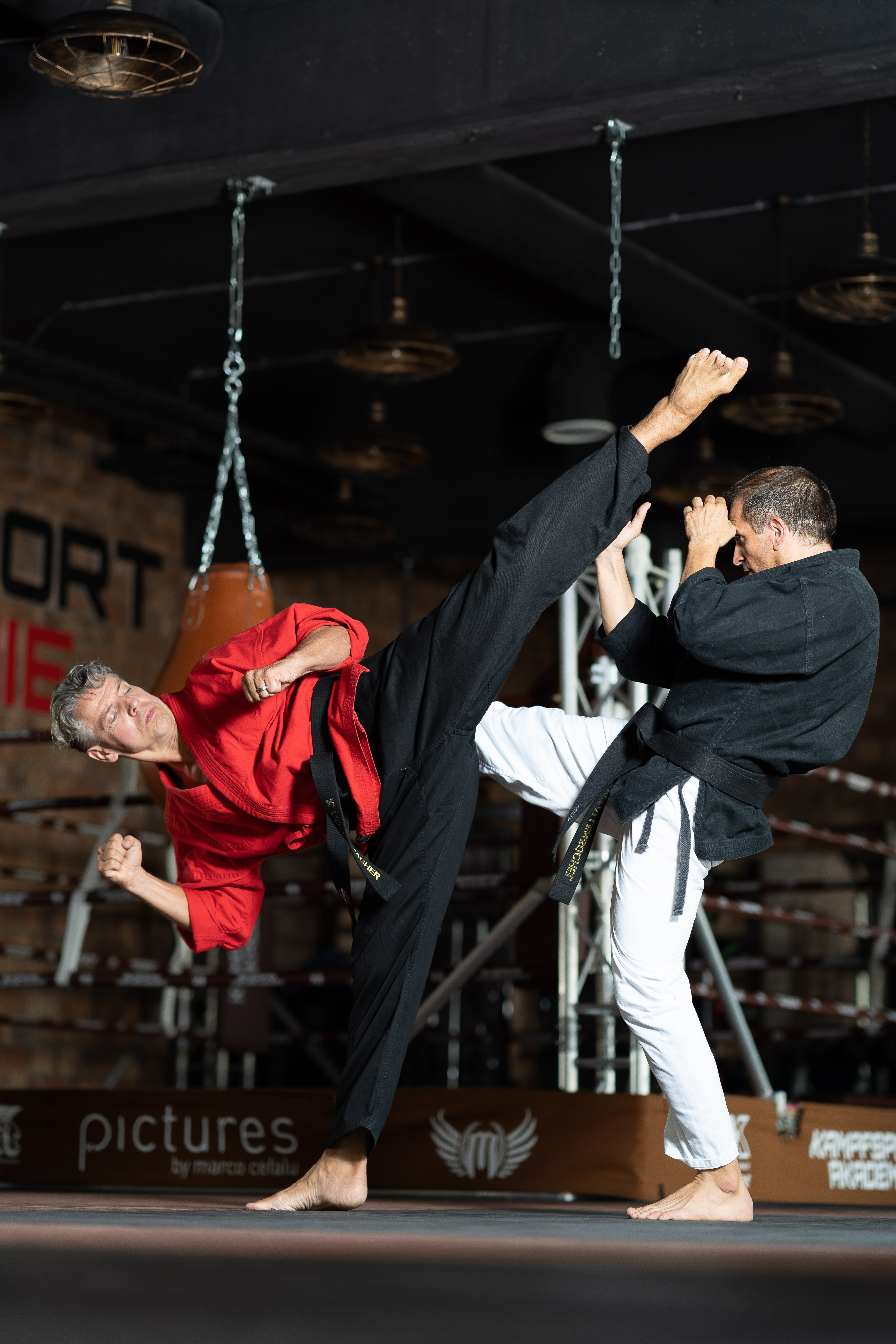
Klaus Nonnenmacher (links) demonstriert einen High Kick

Klaus Nonnemacher (* 28. Januar 1968 in Karlsruhe) ist ein deutscher Unternehmer und ehemaliger professioneller Kickbox-Weltmeister. Nonnemacher ist Präsident der WKU (World Kickboxing Union). Von 2009 bis 2012 war er Präsident der World Kickboxing Association (WKA).

## Kurzbiografie
Klaus Nonnemacher schloss sein Studium der Sportwissenschaft und Pädagogik in Karlsruhe mit einem Magister ab. Er trainiert Shōtōkan-Karate und Kickboxen, ist Autor verschiedener Kampfkunst-Bücher und mehrfacher Weltmeister in sechs verschiedenen Disziplinen. Seine großen Erfolge als Kämpfer feierte er zwischen den Jahren 1988 und 2004. Insgesamt war er 15 mal Deutscher Meister im Pointfighting/Leichtkontakt. Zwischen 2009 und 2012 war er als Nachfolger von Howard Henson Präsident der World Kickboxing and Karate Association, des damals bekanntesten Weltverbandes des Sports. Außerdem ist er noch der Geschäftsführer der WKA Worldwide K. Actionsports GmbH. Im Jahr 2012 gründete er mit anderen Kampfsportlern die WKU. Auch als Trainer war er sehr erfolgreich. So trainierte er auch Roland Conar, den mehrfachen Kickbox-Weltmeister.

## Sportliche Erfolge
- 1988 Amateur-Europameister im Kickboxen Leichtkontakt -IAKSA (-81 kg)
- 1989 Amateur-Weltmeister im Kickboxen Leichtkontakt -IAKSA (-81 kg)
- 1989 Deutscher Meister der Profis Kickboxen -WKA (Leichtschwergewicht -79 kg)
- 1991 Weltmeister der Profis im Kickboxen Vollkontakt – WKA (Leichtschwergewicht -79 kg)
- 1992 Weltmeister der Profis im Kickboxen Vollkontakt – WKA (Leichtschwergewicht -79 kg)
- 1992 Weltmeister der Profis im Kickboxen Vollkontakt -IKBF (Leichtschwergewicht -81 kg)
- 1992 Weltmeister im Point Karate -WKA (Schwergewicht +81 kg)
- 1993 North Atlantic Champion im Kickboxen -WKA (Cruisergewicht -86 kg)
- 1993 Weltmeister der Profis im Kickboxen -IKBF (Leichtschwergewicht -81 kg)
- 1994 Weltmeister der Profis im Kickboxen -IKBF (Leichtschwergewicht -81 kg)
- 1996 Weltmeister der Profis im Semikontakt / Pointfighting -WKA (Schwergewicht + 91 kg)
- 1997 Europameister im Semikontakt / Pointfighting -WKA (Schwergewicht + 91 kg)
- 1999 Weltmeister der Profis im Kickboxen -WKA (Cruisergewicht -86 kg)
- 2000 Weltmeister der Profis im Semikontakt / Pointfighting -WKA (Schwergewicht + 90 kg)
- 2004 Weltmeister im Tae-Kwon-Do -ITF (Schwergewicht)